# S/S Drotten
S/S Drotten var ett passagerarfartyg byggt vid Oskarshamns Mekaniska Verkstad och sjösatt den 19 oktober 1927. Fartyget levererades till sin beställare Ångfartygs AB Gotland år 1928 för att sedan tjänstgöra i trafiken mellan Gotland och fastlandet fram till år 1963. Fartyget är nästan identiskt med S/S Visby som levererades fyra år tidigare från samma varv. S/S Drotten hade dock något större dimensioner än sin föregångare.
S/S Drotten var för sin tid ett påkostat fartyg. Svenskt hantverk och konst prydde fartygets inre utrymmen. Armaturerna ombord kom t.ex. från Orrefors glasbruk medan textilierna var tillverkade hos Elsa Gullbergs ateljé i Stockholm.
Fartyget såldes 1964 till Vikinglinjen där hon en kortare tid gick i trafik mellan Stockholm och Mariehamn på Åland. Efter att bland annat ha tjänat som cafébåt i Mariehamn höggs hon slutligen upp i Finland år 1979.